# Caudebec-en-Caux
Caudebec-en-Caux ist ein Ortsteil von Rives-en-Seine, eine Commune déléguée mit 2.232 Einwohnern (Stand 1. Januar 2022) und eine ehemalige französische Gemeinde im Département Seine-Maritime in der Region Normandie.
Mit Wirkung vom 1. Januar 2016 wurden Caudebec-en-Caux und die Gemeinden Saint-Wandrille-Rançon und Villequier zur Commune nouvelle Rives-en-Seine zusammengelegt.

## Etymologie
Caudebec-en-Caux ist einer der vielen Orte in der Normandie, deren Namen sich aus der altskandinavischen Sprache herleitet. Caldebec heißt so viel wie ‚kalter Bach‘ und entspricht dem englischen Caldbeck (England, Cumberland, das im Jahr 1060 Caldebeck hieß); die altnordische Bezeichnung lautet kald bekkr. Es gibt ein zweites Caudebec im Seinetal, nicht weit von Elbeuf: Caudebec-lès-Elbeuf.

## Geografie

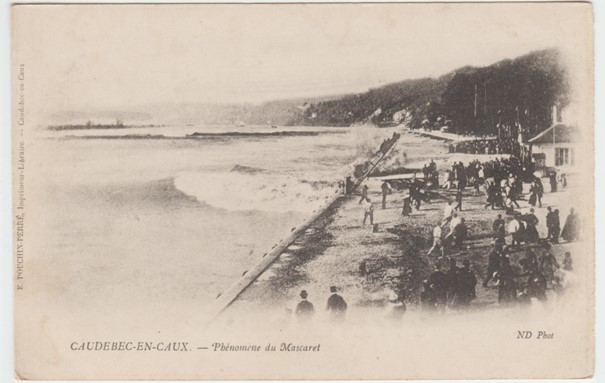
Die Gezeitenwelle im Ästuar der Seine, „Mascaret“ genannt erreicht Caudebec-en-Caux

Caudebec-en-Caux liegt etwa 40 Kilometer (Fahrstrecke) nordwestlich von Rouen am Nordufer der Seine. Die Gezeitenwelle im Ästuar der Seine, „Mascaret“ genannt, konnte von hier einst gut beobachtet werden. Durch die Ausweitung des Industriepolders in Richtung Harfleur hat sich die Beschaffenheit des Ästuars jedoch geändert, so dass das Naturschauspiel nunmehr der Vergangenheit angehört.
Seit 1977 ist Caudebec-en-Caux mit der Pont de Brotonne verbunden, eine der drei Seine-Brücken, die von 1960 an flussabwärts von Rouen errichtet wurden, um die Anbindung zwischen dem Pays de Caux und der Autobahn A13 zu erleichtern, die vordem nur mit etlichen Fähren gewährleistet wurde.

## Bevölkerungsentwicklung
| Jahr      | 1800  | 1851  | 1901  | 1954  | 1990  | 1999  | 2006  |
| Einwohner | 2.765 | 2.564 | 2.416 | 2.115 | 2.265 | 2.342 | 2.336 |

Trotz der Mechanisierung der Landwirtschaft ist die Bevölkerungszahl des Ortes in etwa stabil geblieben.

## Wirtschaft
Die Industrie besteht vor allem aus Leder-Gerbereien und Getreideproduzenten. Der kleine Hafen dient zum Umschlag von Kohle, Tieren und Ackerbauprodukten.

## Sehenswürdigkeiten
Herausragend aufgrund seiner Architektur ist die Kirche des Ortes Notre Dame, ein Gebäude aus dem 15. und frühen 16. Jahrhundert. Rund um ihre obere Balustraden steht in gotischer Schrift ein Teil des Hohenlieds. Das beeindruckende Westportal der Kirche, ihre kunstvollen Glasmalereien und die Verzierungen der Turmspitze machen sie zu einem der schönsten Bauwerke in der Diözese Rouens. Im Innern befindet sich einer der größten hängenden Gewölbesteine des späten Mittelalters.
- Weiterhin finden sich im Ort:
  - das Maison des Templiers (Haus der Tempelritter) aus dem zwölften und dreizehnten Jahrhundert. Das Gebäude wurde von einem eigens dafür ins Leben gerufenem Verein erhalten und beherbergt ein kleines Museum mit Ausgrabungsgegenständen lokaler Kulturgeschichte. Zudem ist es als Wohnhaus dieser Ära eine Rarität.
  - ein ehemaliges Gefängnis aus dem 14. Jahrhundert.
  - das Hôtel du Bailli, ein Stadthaus.
  - das Hôtel de ville (Rathaus), das um 1800 gebaut wurde.
  - Uferbauten (Les Quais).
  - das Musée de la marine de Seine, das sich mit der Geschichte der Flussschifffahrt beschäftigt.

- Vor den Toren des Ortes liegt
  - ein kurzes Stück Uferstraße zwischen Caudebec-en-Caux und Saint Wandrille, das unter der Pont de Brotonne hindurchführt, einer hohen Schrägseilbrücke.
  - das Monument du Latham 47, ein riesiges Flugzeugmonument zum Gedenken an den tödlich verlaufenen Roald-Amundsen-Flug 1928
  - die Abtei Saint-Wandrille im nahe gelegenen Saint-Wandrille-Rançon.

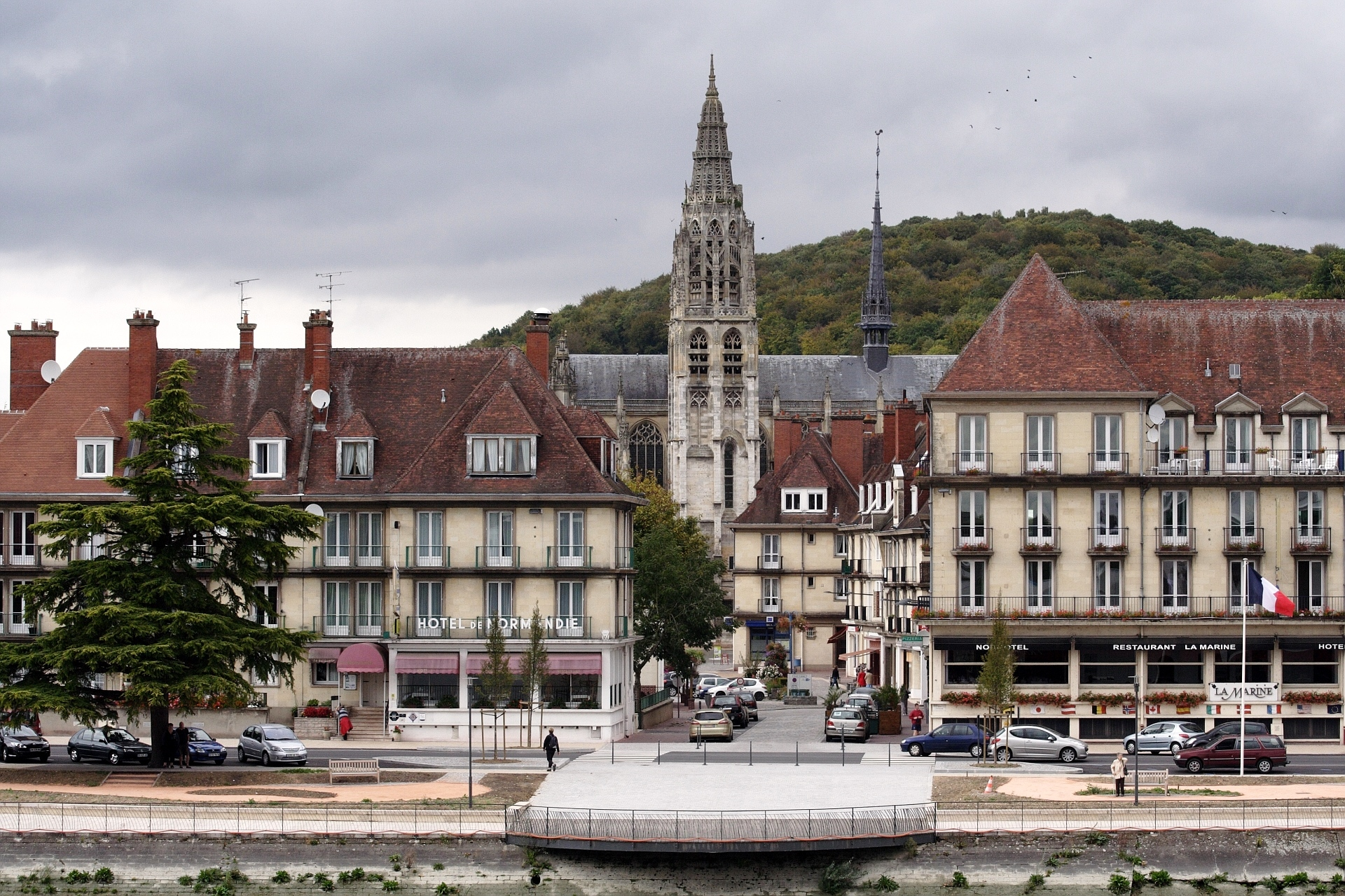
Caudebec-en-Caux, Turm der Notre Dame
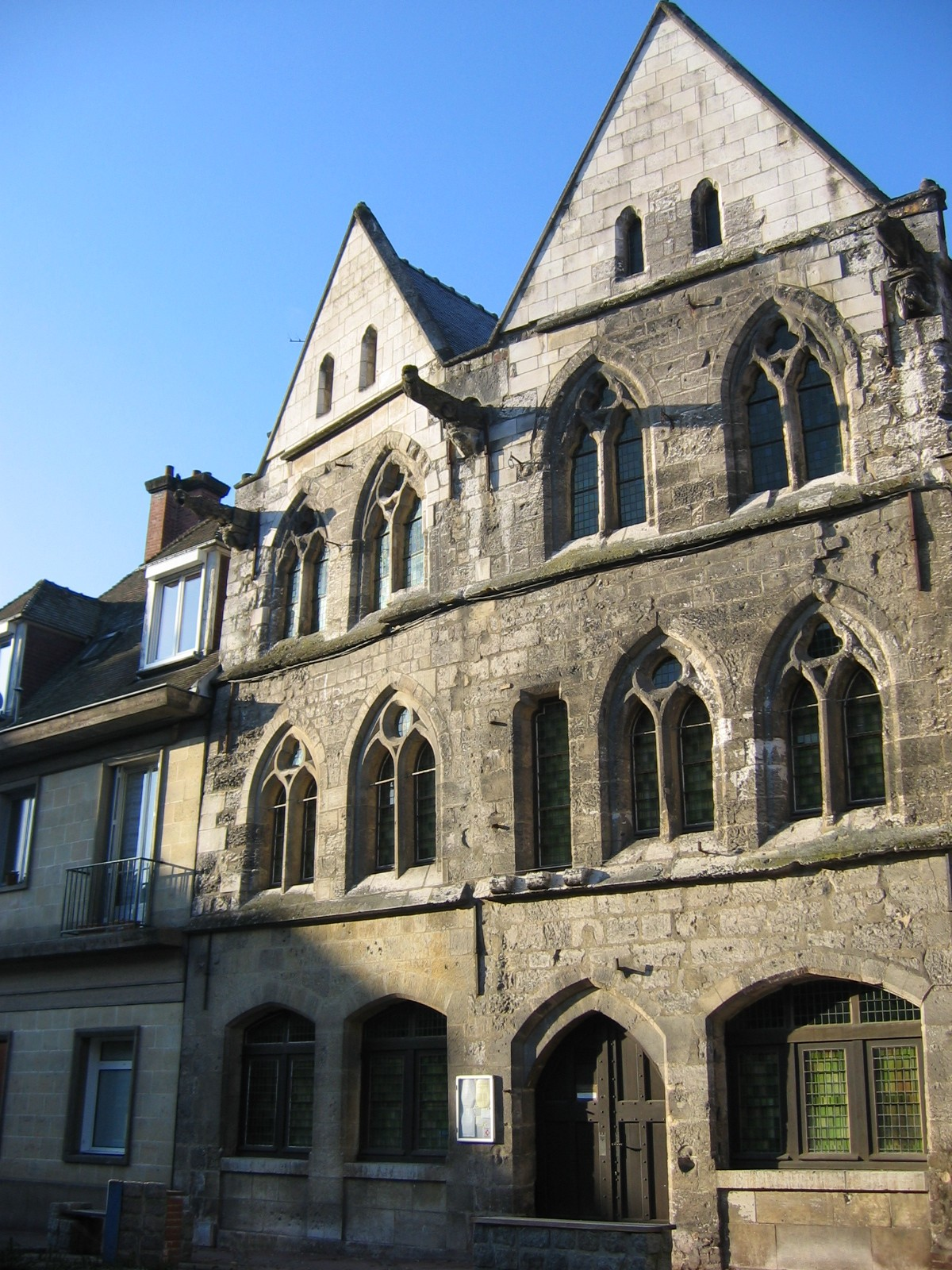
Maison des Templiers
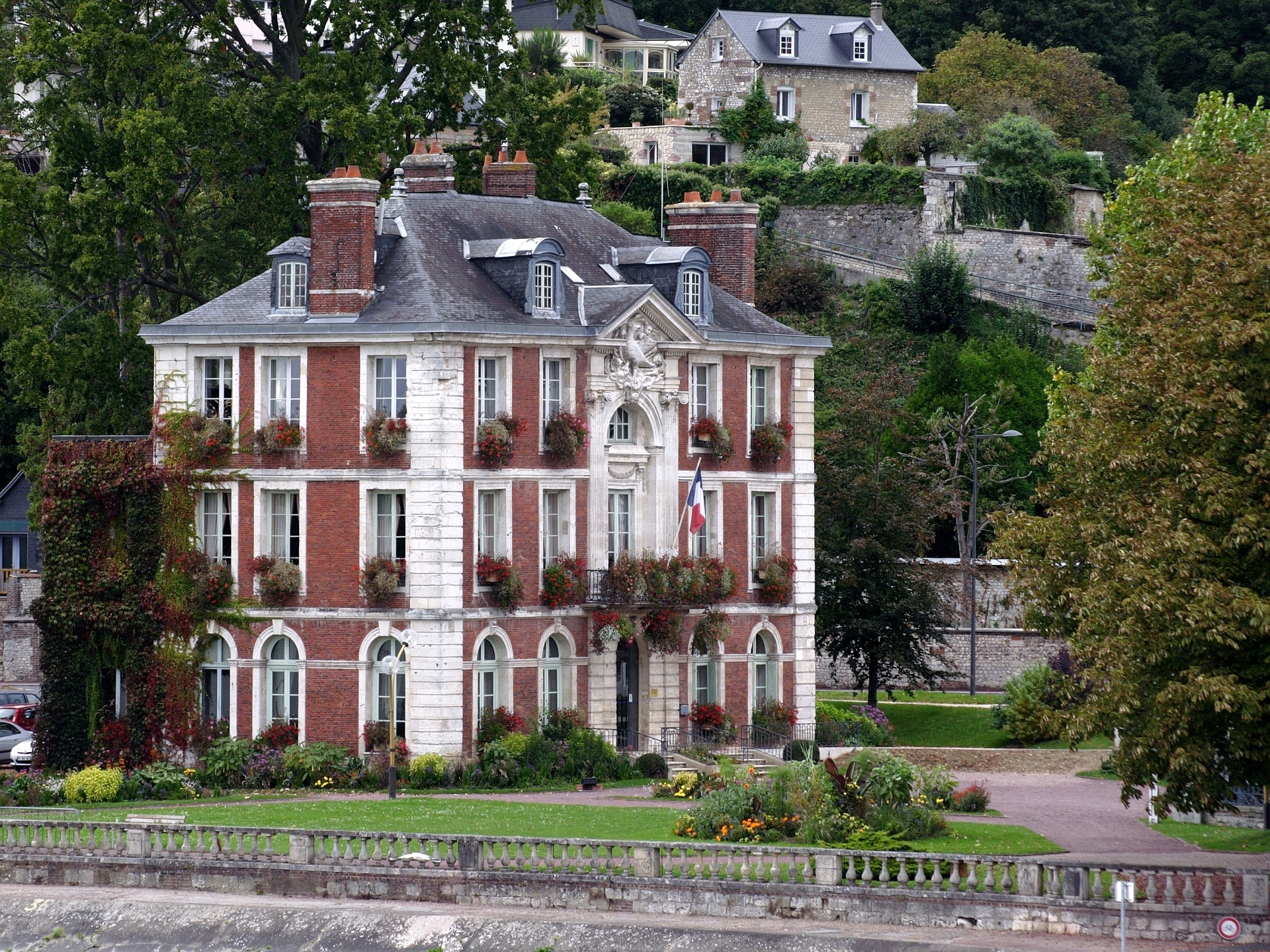
Hôtel de Ville
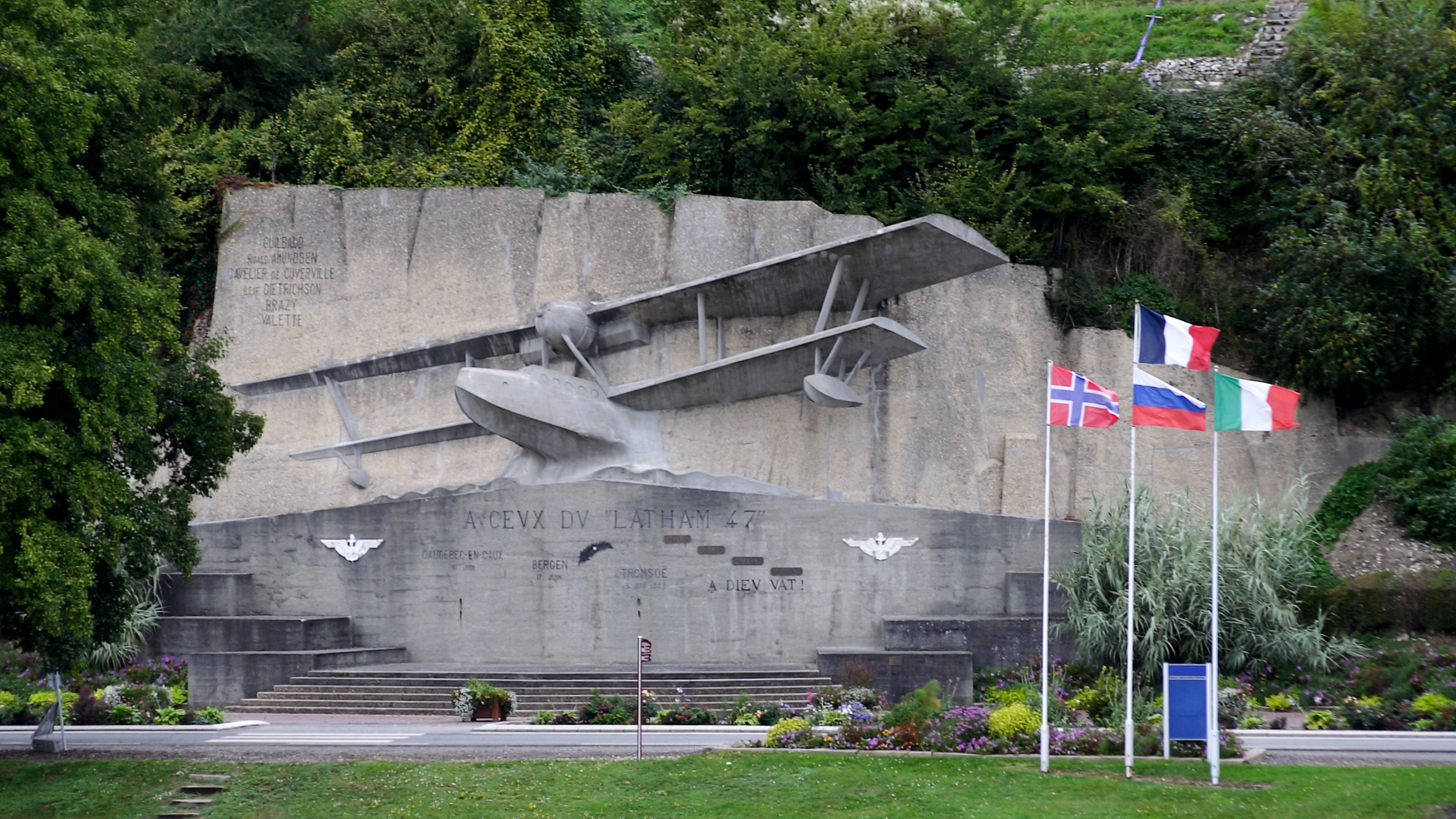
Monument du Latham 47

## Städtepartnerschaften
Mit der deutschen Stadt Lobberich, heute Nettetal in Nordrhein-Westfalen, ging Caudebec-en-Caux 1967 eine Partnerschaft ein. Auch mit dem englischen Uppingham in den East Midlands ist Caudebec-en-Caux partnerschaftlich verbunden.

## Persönlichkeiten
- Raymond Narac (* 1964), Unternehmer und Autorennfahrer
- Thomas Basin (* 1412 in Caudebec; † 3. Dezember 1491 in Utrecht), französischer Bischof von Lisieux ab 11. Oktober 1447 bis 27. Mai 1474 sowie Historiker und Chronist der lateinischen Sprache.